# Döbritzer Höhlen
Die Döbritzer Höhlen Wüste Scheuer, Kniegrotte und Urdhöhle liegen im Gamsental, südlich der Ortslage von Döbritz, im Saale-Orla-Kreis in Thüringen. Das Döbritzer Schweiz genannte Zechsteinmassiv weist eine Reihe Felsklüfte und die drei genannten Höhlen auf.

## Wüste Scheuer
Am Südende des Tales liegt die im Volksmund „Wüste Scheuer“ genannte Höhle mit einer vorgelagerten wallartigen Struktur. Die Ende des 19. Jahrhunderts erfolgte Grabung galt insbesondere dem Wall. 1925/26 erfolgte eine Höhlengrabung mit dem Ziel paläolithisches Material zu bergen. Die Funde gingen während des Zweiten Weltkrieges verloren, so dass die Nutzung nicht rekonstruierbar ist.

## Kniegrotte

Fundplätze des Magdalénien

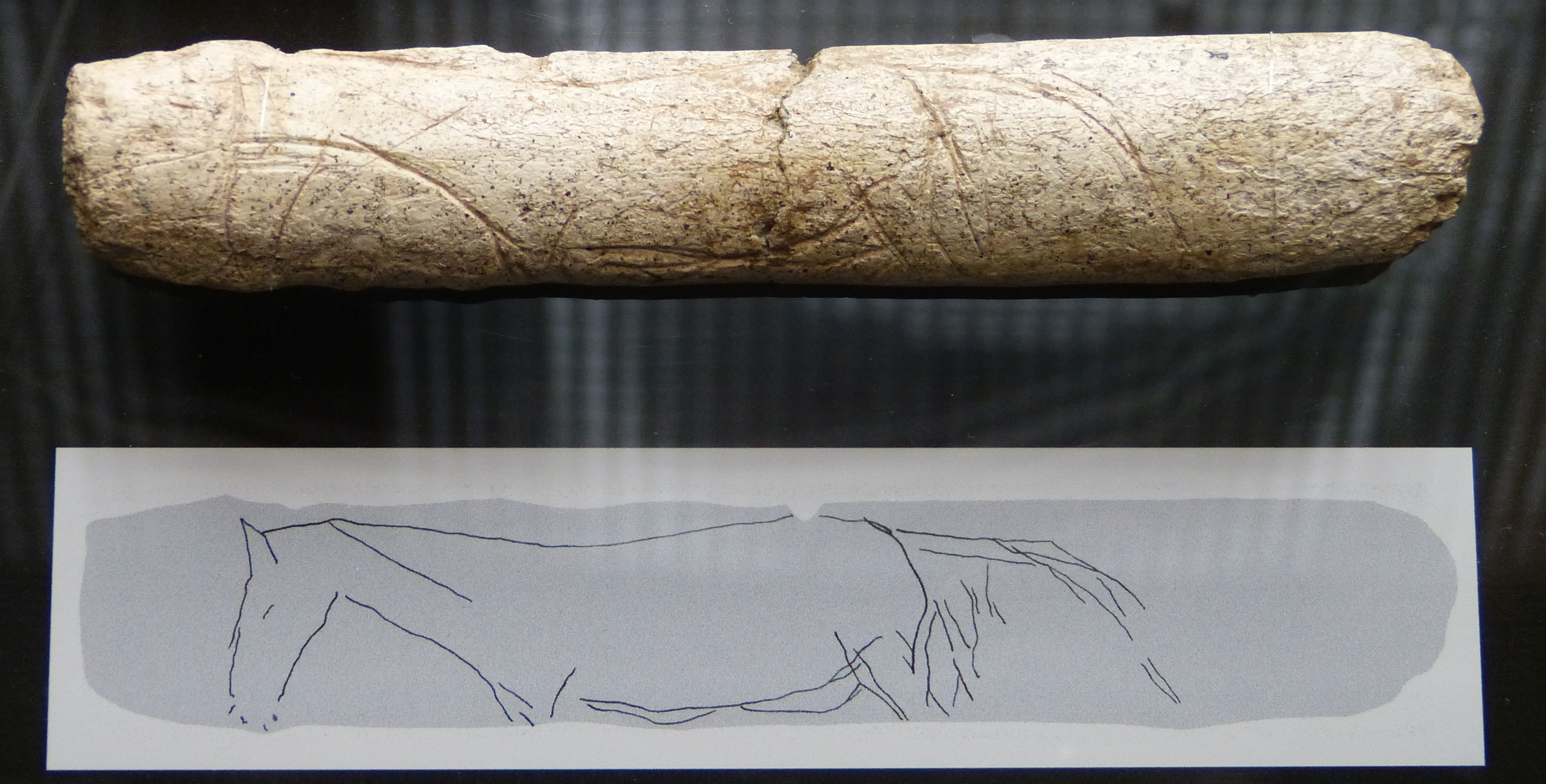
Pferdegravur auf einem Beinmeißel aus der Kniegrotte, Museum für Ur- und Frühgeschichte in Thüringen (Weimar)

1930 entdeckte der Laienforscher Martin Richter eine Höhle, die er Kniegrotte nannte und in den folgenden acht Jahren mit zahlreichen Helfern ausgrub. In den unteren Schichten kamen eine Menge Feuersteingeräte und Knochen zutage. Die Funde gestatten die Einreihung ins Magdalénien. Ihre Verteilung zeigt, dass sich die Menschen vornehmlich vor der Höhle aufhielten. Das mehrlagige Plattenbett vor der Höhle aus ortsfremdem Gestein lässt sich der primären Fundschicht zuordnen, die sich am Ende der Weichsel-Kaltzeit während eines Interstadials bildete. Unter den Funden in und vor der Grotte findet sich bemerkenswerte Kleinkunst. Unter dem Plattenlager fand sich ein Stück längs durchlochter Rengeweihstange mit eingravierten Köpfen vom Moschusochsen und Steinbock sowie Punkt- und Bogenreihen, eine verzierte Harpunenspitze sowie eine in Elfenbein gravierte Eule.

## Urdhöhle
Weitere jungpaläolithische Kunst stammt aus der 100 m nördlich gelegenen, 1937 von M. Richter entdeckten Urdhöhle. Bei der zwischen 1946 und 1959 erfolgten Ausgrabung fand sich ein Bärenköpfchen, das unter Nutzung der natürlichen Form, aus dem Schädelknochen eines Rens geschnitzt war. Der eiszeitliche Homo sapiens
ist lediglich etwas robuster, wie ein Schädel aus der Urdhöhle zeigt, bei dem die Basis fehlt. Manipulationen an Schädeln kennt man auch aus der Völkerkunde. Bei Totenriten entfernt man die Schädelbasis, um das Gehirn entnehmen zu können. Es ist anzunehmen, dass auch dieser Schädel im Zusammenhang mit kultischen Handlungen in die Höhle gelangte. Dafür spricht der Fundort in einem unzugänglichen Teil. In seiner Umgebung wurden weitere Menschenknochen und Steingeräte gefunden.
Die Funde zeigen, dass die Döbritzer Höhlen intermittierend seit dem Gravettien aufgesucht wurden. Das Formenspektrum des Magdalénien lässt Verbindungen nach Mähren, der Schweiz und Westeuropa erkennen.

## Einzelnachweis
1. ↑  S.Dušek: Ur- und Frühgeschichte Thüringens S. 42